# Ineffabilité
 (décembre 2008).
Si vous disposez d'ouvrages ou d'articles de référence ou si vous connaissez des sites web de qualité traitant du thème abordé ici, merci de compléter l'article en donnant les références utiles à sa vérifiabilité et en les liant à la section « Notes et références ».
L'ineffabilité, qui consiste à considérer que quelque chose est ineffable, signifie que cette chose ne peut pas ou ne doit pas, pour des raisons prégnantes, être exprimée avec des mots. Cette notion d’ineffabilité est généralement utilisée à propos d'un sentiment, un concept ou un aspect de l'existence qui est trop grand, intense et complexe pour être décrit de façon adéquate par des mots, ou qui ne peut pas être intrinsèquement exprimé dans un langage humain dualiste symbolique, mais peut seulement être connu de manière interne par les individus.

## Exemples
- Dans le bouddhisme zen, on dit souvent (par analogie) que le doigt peut pointer vers la lune, mais n'est pas la lune ; de la même manière, les mots et les actions peuvent désigner ce qui est ineffable mais ne peuvent pas le faire connaître à quelqu'un d'autre.
- Dans le néoplatonisme de Plotin, l'ineffabilité de l'Un s'explique par le fait qu'il transcende toute chose[1].
- Dans le judaïsme, le tétragramme sacré qui exprime Dieu sans qu'on puisse le prononcer est dit ineffable « non parce que ce nom ne peut être prononcé, mais parce qu'en aucune façon il ne peut être épuisé ni par le sens ni par l'intellect humain, raison pour laquelle, puisque de lui (Dieu) rien ne peut être dignement dit, il est ineffable »[2].
- Dans le christianisme, saint Augustin écrit que « la lumière est visibilité de l'ineffable ». Il en souligne aussi le caractère aporétique : si l'ineffable est ce qui ne peut être dit, il cesse de l'être dès qu'on le nomme ainsi[3]. L'ineffabilité de Dieu est aussi un concept important de la théologie apophatique, par exemple chez Maître Eckhart[4].
- Dans l'islam, l'essence de Dieu est ineffable, toute description est impossible, « quoi que l'être humain puisse imaginer, Dieu sera différent ».
- Dans la philosophie moderne, Jankélévitch a exploré le thème de l'ineffabilité en insistant sur le caractère ineffable des choses les plus essentielles : la poésie, la musique, l'amour, la liberté, Dieu, etc[5]. Il a ainsi élaboré une esthétique et une métaphysique de l'ineffable.